# Helkama Ässä
Helkama Ässä var en moped tillverkad av Helkama på 1980-talet. Den var liten och påminde om Hondas så kallade "monkeyhonda" och Suzuki PV. Maskinen kom från italienska Minarelli (Minarelli P4R). Mopeden var utrustad med ett litet förvaringsfack under sitsen och kromat underliggande avgasrör.